# Salvator Pellegry
Salvator Pellegry ou Salvator Pélégry, né le 25 mars 1898 à Sanary-sur-Mer et mort le 16 février 1965 dans cette même ville, est un nageur français ayant participé aux Jeux olympiques d'été de 1924 à Paris.

## Biographie
Aux Jeux olympiques d'été de 1924, il est engagé sur le 1 500 mètres nage libre. Il nage 24 min 7 s 60 lors des séries. S'il n'est pas qualifié en demi-finale, il établit cependant un nouveau record de France de la distance, améliorant de 39 secondes le record établi le matin même par Jean Rebeyrol,. Au 400 mètres nage libre, il réalise 5 min 56 s 20. Quatrième de sa série, il n'est pas qualifié pour les demi-finales.
Il termine troisième de la Traversée de Paris à la nage en 1927.
Il est le frère de Bibienne Pellegry.